# 茂木啓三郎 (初代)

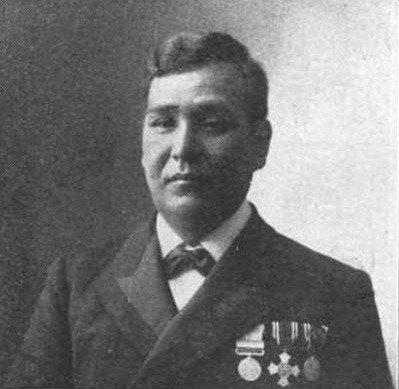
茂木啓三郎

初代 茂木 啓三郎（しょだい もぎ けいざぶろう、1862年4月2日〈文久2年3月4日〉 - 1935年〈昭和10年〉）は、日本の商人（醤油商）、醤油醸造家、実業家。日本醤油社長。千秋社理事。日本醸造工業相談役。族籍は千葉県平民。

## 人物
下総国野田（現・千葉県野田市）出身。茂木廣治（二代茂木房五郎）の長男。啓三郎は父が逝去の際いまだ幼少であったので啓三郎の姉に婿養子を迎え、房五郎家の相続人・三代房五郎としたため自然廃嫡の姿となった。分家して一家を創立した。姉夫婦が家業を継いだたため、16歳で上京。
東京で弟子入りを望んで勝海舟宅を訪れたが、「帰って家道に励め」と諭され野田へ帰った。家長房五郎の業を助けるため他の雇人と肩を並べ好んで労働に従事し、骨身を惜しまず甲斐甲斐しく立ち働いた。
しかし啓三郎は労働のみの人ではなかった。多年実地に就いて得た所の経験に加え学理を応用して種々の発明改良を計った。醤油醸造業を営んだ。
1896年には、三代茂木房五郎が行徳沢の鶴清酒醸造場を譲り受け、啓三郎にその経営を任せ、1900年には房五郎家から行徳醤油醸造場を譲渡される（商標・誉印）。1904年に突抜井至徳泉を開鑿。そののち至徳会を設立して賛同者を集め、地元の公共事業に尽力した。渋沢栄一とともに清・朝鮮を調査し、1905年に朝鮮仁川に日本醤油株式会社を同業仲間とともに設立し、社長に就任。
また銀行会社の重役であり、日華生命保険、野田醤油各取締役、野田商誘銀行、千葉県農工銀行、日清製粉、総武鉄道、北総鉄道、正田醤油各監査役等をつとめた。
啓三郎は千葉県海上郡富浦村（現・旭市）の飯田家次男勝次を養嗣子に迎え、二代茂木啓三郎とし、茂木房五郎 (4代)の娘と夫婦にした。住所は千葉県東葛飾郡野田町。千葉県在籍。

## 家族・親族
茂木家
- 父・廣治[1][4]、（二代房五郎）
- 姉[8]（三代茂木房五郎の妻）[9]
- 姉・いま (10代茂木七左衞門の妻、11代茂木七左衞門の母)[14][15]
- 妻・さだ（1877年 - ?、茨城、村田文太郎の妹）[4][5]
- 養子
  - 二代啓三郎（1899年 - 1993年、旧名・勝次、飯田庄作の弟）[5]
  - とき（1903年 - ?、二代茂木啓三郎の妻、茂木房五郎 (5代)の妹[5]、茂木房五郎 (4代)の二女[4][6]）

親戚
- 四代茂木房五郎（旧名・熊蔵、醤油醸造家、会社重役）
- 五代茂木房五郎（旧名・三千蔵、会社重役）